# Дни отмщения постигоша нас… покаемся да не истребит нас Господь
«Дни отмще́ния постиго́ша нас… покае́мся да не истреби́т нас Госпо́дь» — картина неизвестного художника, посвящённая революции 1905 года и созданию организации Союз русского народа для защиты правящей династии Романовых от революционеров. Идеологическая составляющая картины — это призыв к русскому народу отказаться от революции, покаяться за участие в ней; защитить царя и сохранить монархию, иначе гнев Божий постигнет Россию и люди погибнут.
В аннотации Государственного музея истории религии сообщается, что представлена уменьшенная копия картины, принадлежавшая настоятелю Воскресенского миссионерского монастыря игумену Арсению и висевшая в его келье.

## Авторство
Автор картины неизвестен. С большой долей вероятности её автор — Аполлон Аполлонович Майков, сам он был одним из учредителей Союза русского народа и его изображение среди учредителей Союза русского народа присутствует на картине, однако на надписи на самой картине: «Ныне по примеру ангелов защищают Царскую власть от бесов главные учредители Союза Русского Народа: 1 — игумен Арсений; 2 — протоиерей Иоанн Сергиев; 3 — А. И. Дубровин; 4 — И. И. Баранов; 5 — В. М. Пуришкевич; 6 — Н. Н. Ознобишин; 7 — В. А. Грингмут; 8 — князь Щербатов; 9 — П. Ф. Булацель; 10 — Р. В. Трегубов; 11 — Н. Н. Жеденов; 12 — Н. И. Большаков; 13 — о. Илиодор. В священных книгах сказано, что, когда люди уклонялись в идолопоклонство, Бог истреблял их», сделанной, по видимому, рукой автора, имя Майкова отсутствует.

## Название картины
Начальные слова для картины, «дни отмщения», взяты из Евангелия от Луки: «…потому что это дни отмщения, да исполнится все написанное» (Лук. 21:22). Конечные слова взяты из Псалтири: «Истребит Господь все уста льстивые, язык велеречивый» (Пс. 11:4), и перефразированы.

## Композиция
В центре картины в светлом коническом столбе, поднимающемся до неба, изображено Распятие. Около Распятия в том же столбе изображены молящиеся Богу о спасении России император Николай II, его супруга Александра Фёдоровна и их дети. Над Распятием изображены два парящих ангела с короной в руках. Светлый столб, который поднимается до неба и в котором изображены Романовы, символизирует молитву. Конический столб соединён со светлым облаком. Внутри облака изображена Новозаветная Троица и вокруг неё, в том же светлом облаке, молящиеся святые. Соединение столба и облака символизирует соединение молитвы небожителей — святых и царской семьи. В нижней части картины, вокруг молящейся царской семьи, изображены защитники монархии черносотенцы с флагами России, среди них на переднем плане изображены учредители Союза русского народа. В центре — игумен Арсений, у которого в руках Крест и Евангелие, рядом с ним протоиерей Иоанн Кронштадтский, у которого в руках Крест; по правую и левую сторону от них — остальные 12 учредителей Союза русского народа: Александр Дубровин; Иван Баранов; Владимир Пуришкевич; Николай Ознобишин; Владимир Грингмут; князь Александр Щербатов; Павел Булацель; Ростислав Трегубов; Николай Жеденов; Николай Большаков; отец Илиодор; Аполлон Майков. Игумен Арсений и протоиерей Иоанн Кронштадтский символизируют Спасителя, а двенадцать остальных учредителей учеников Господа — апостолов; которые, подобно ангелам, защищают царскую власть от бесов-революционеров; сама революция, по мнению автора картины, это идолопоклонство.
Полукольцо изображённых на картине черносотенцев окружают революционеры с красными знамёнами. В руках у отдельных революционеров пистолеты, из которых они стреляют в монархистов-черносотенцев; отдельные защитники-монархисты падают убитыми. Между монархистами и революционерами изображены огненные костры и лужи крови. Выстрелы, лужи крови и костры символизируют терроризм и революцию 1905—1907 годов в России. В верхней части картины вокруг светлого облака, в котором находится Новозаветная Троица, изображены чёрные тучи; из туч на головы революционеров направлены молнии. Молнии символизируют гнев Божий против революционеров.